# Hamburger Hill
Hamburger Hill – amerykański film wojenny z 1987 roku w reżyserii Johna Irvina. Zdjęcia kręcono na Filipinach.

## Fabuła
Jedna z najbardziej brutalnych bitew wojny w Wietnamie. 11-20 maja 1969 Amerykanie przedzierali się metr po metrze przez morderczy ogień zaporowy Wietnamczyków. Celem było silnie ufortyfikowane wzgórze zwane potem "Hamburger Hill", gdyż polegli żołnierze amerykańscy wyglądali jak siekane mięso do hamburgera...

## Obsada
- Anthony Barrile – Vincent Alphabet Languilli
- Michael Boatman – Motown
- Don Cheadle – szeregowiec Washburn
- Michael Dolan – Murphy
- Don James – McDaniel
- Dylan McDermott – sierżant Frantz
- Michael A. Nickles – Galvan
- Harry O’Reilly – Duffy
- Daniel O’Shea – Gaigin
- Tim Quill – szeregowiec Joe Beletsky
- Tommy Swerdlow – szeregowiec Bienstock
- Courtney B. Vance – Doc Johnson
- Steven Weber – Worcester
- Tegan West – porucznik Eden
- Kieu Chinh – mama San
- Doug Goodman – Lagunas
- J.C. Palmore – Healy